# Ana Isabel Soares

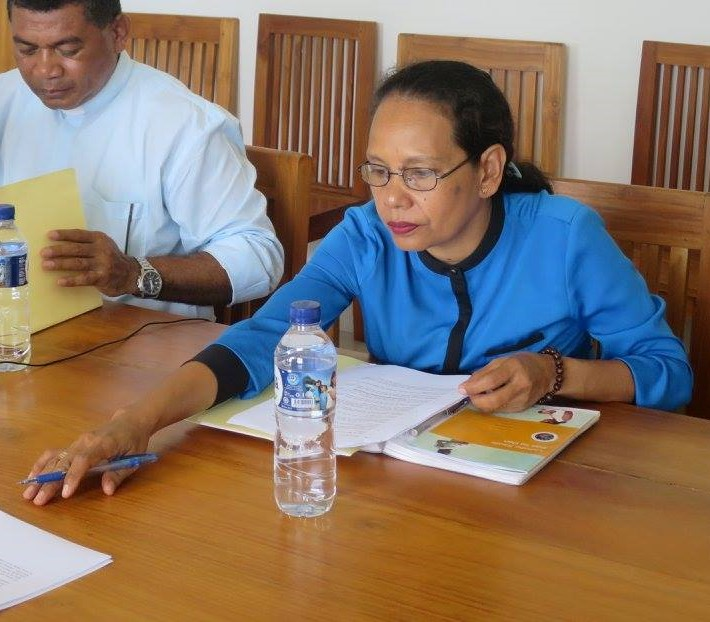
Ana Isabel Soares (2017)

Ana Isabel de Fátima Sousa Soares (* 19. März 1966) ist eine osttimoresische Politikerin.

## Werdegang
Soares ist Medizinerin und hat an der australischen Charles Darwin University ihren Abschluss gemacht. Auch ihre Tochter Xaninha Soares absolvierte hier ihr Studium mit dem Australia Awards scholarship.
Ab dem 16. Februar 2015 war sie Vizeministerin für Gesundheit. Sie folgte damit Natália de Araújo im Amt. Mit Antritt der VII. Regierung am 15. September 2017 endete die Amtszeit von Soares im Kabinett.
2019 wurde Soares Beraterin der Kommission für Bildung, Gesundheit, soziale Sicherheit und Gleichstellung der Geschlechter (Kommission F) des Nationalparlaments Osttimors.